# Heidžo-kjo
Heidžo-kjo (平城京, tudi Heizei-kjo, včasih Nara no mijako) je bila prestolnica Japonske večinoobdobja Nara, od 710–740 in ponovno od 745–784. Cesarska palača je skupaj z drugimi kraji v mestu Nara uvrščena na Unescov seznam svetovne dediščine (prim. Zgodovinski spomeniki starodavne Nare).
Cesarica Genmei je leta 708 ukazala preseliti cesarsko prestolnico iz Fudživara-kjo v Heidžo-kjo, selitev v Heidžo-kjo pa je bila končana leta 710. Heidžo-kjo je bil oblikovan po Čanganu, glavnem mestu Kitajske dinastije Tang, čeprav je Heidžo -kjo ni imel obzidja. V mestu so trgovci in prodajalci iz Kitajske, Koreje in Indije predstavili različne tuje kulture iz Svilne ceste. Posledično je Heidžo-kjo zacvetel kot prva japonska mednarodna in politična prestolnica z največjim številom prebivalcev med 50.000 in 100.000. Celotna oblika mesta je bil nepravilen pravokotnik, površina mesta pa je več kot 25 km2.

## Arhitektura
Na območju Heidžo-kjo so starodavni budistični templji, nekateri templji pa so skupaj s palačo Heidžo uvrščeni tudi na Unescov seznam svetovne dediščine.
- Daian-dži (大安寺)
- Jakuši-dži (薬師寺)
- Kōfuku-dži (興福寺)
- Gangō-dži (元興寺)
- Suzakumon (朱雀門, rekonstrukcija)
- Saidai-dži (西大寺)
- Todai-dži (東大寺)
- Daikokuden (大極殿, rekonstrukcija)

## 1300-ta obletnica
Leta 2010 je minilo 1300 let od ustanovitve Nara Heidžo-kjo. Spominske prireditve ob 1300. obletnici prestolnice (japonsko 平城遷都1300年祭) so potekale v prefekturi Nara in njeni okolici od 24. aprila do 7. novembra 2010. Ti dogodki so vključevali posebne predstavitve nacionalnega bogastva in drugih kulturnih dobrin, sprehajalne dogodke, ki raziskujejo znane kraje v Nari in tradicionalne dogodke v različnih krajih po Nari.
Glavno mesto dogodka – območje glavnega mesta Heidžo-kjo (平城宮跡)
- A: Vhod Plaza
  - Ogledni center palače Heidžo
  - Dvorana za udeležbo podjetij
- B: Zgodovinski muzej Heidžo / Replika japonske diplomatske ladje v polnem obsegu za odposlance na Kitajskem v obdobju dinastije Tang
- C: Vrata Suzaku - trg
  - Vrata Suzaku
- D: Menjalni trg
  - Mahoroba podij
  - Menjalnica
- E: Muzej palače Heidžō
- F: Sprednje dvorišče nekdanje cesarske dvorane za avdience
- G: Južna vrata - trg
  - Prostor za izposojo kostumov iz obdobja Tempjo
- H：Heidžo-kjo trg praktičnega učenja
  - Heidžo-kjo Center za praktično učenje
  - Ministrstvo cesarske hiše
- I: Razstavna dvorana na mestu izkopavanja
- J: Vrt Vzhodne palače
  - Vzhodni dvorni vrt

Lokacija za druge dogodke:
- Območji Ikaruga in Šigi-san (prim. Ikaruga, 斑鳩・信貴山)
- Območji Asuka in Fudživara (prim. Asuka, 飛鳥・藤原)
- Območje Kacuragi (葛城)
- Območje Jošino (prim. Mount Yoshino, 吉野)
- Ravnine Jamato Kogen in območje Uda (大和高原・宇陀)

- Satelitski pogled mesta Heidžo-kjo(平城宮趾)
- Model palače Heidžō
- Daigokuden, glavna stavba palače Heidžo
- Suzakumon, glavni vhod palače Heidžo